# Pavel Jozef Šafárik

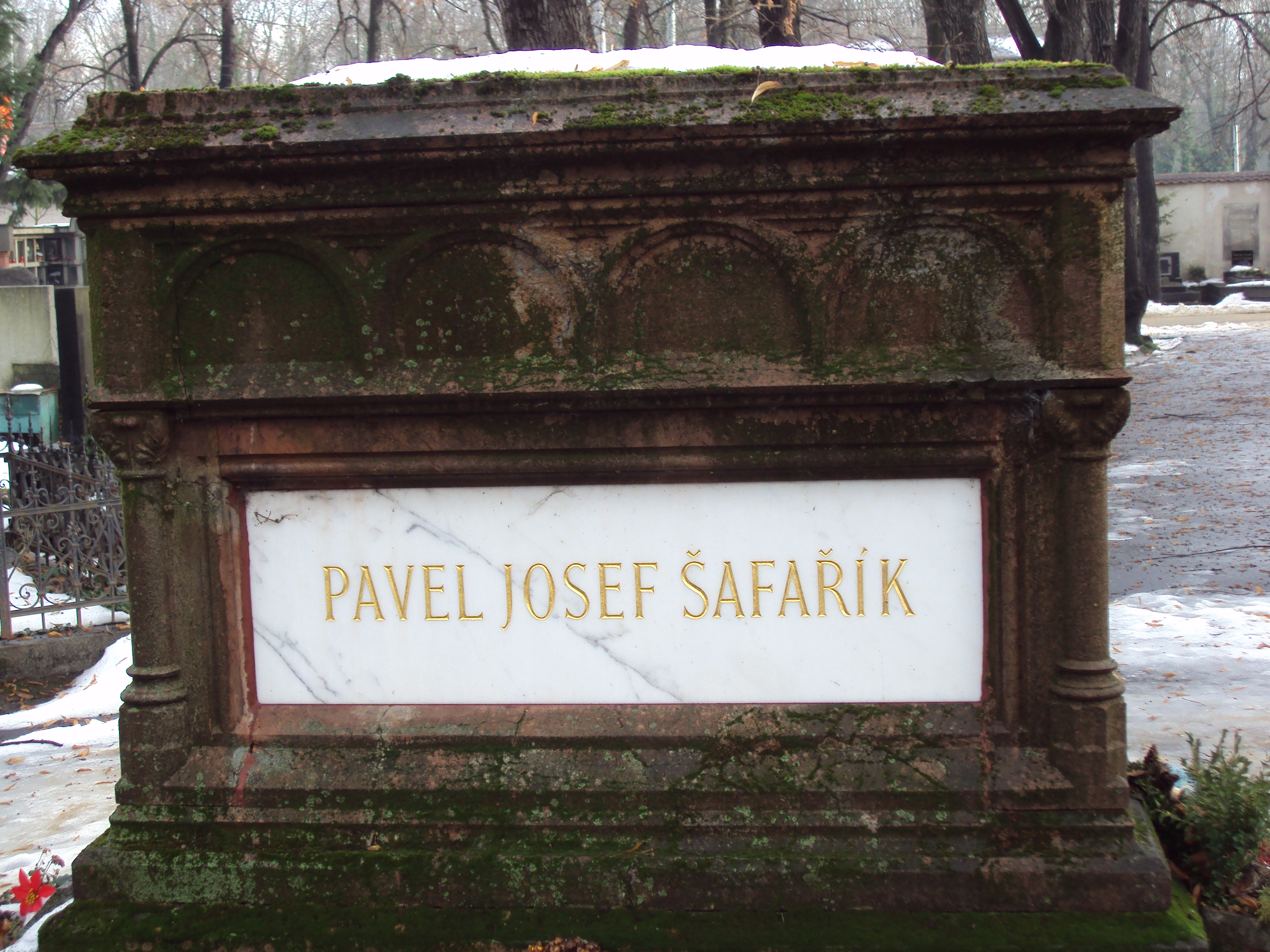
Tombe de Pavel Jozef Šafárik.

Pavel Jozef Šafárik,  (en slovaque : Pavol Jozef Šafárik), né le 13 mai 1795 à Feketepatak, royaume de Hongrie (aujourd'hui Kobeliarovo en Slovaquie) et mort le 26 juin 1861 à Prague, empire d'Autriche, est un philologue, linguiste, slaviste, historien, ethnographe et poète slovaque.
Pavel Jozef Šafárik fut avec Josef Dobrovský et Jernej Kopitar l'un des fondateurs de la slavistique moderne. Il a, tout comme son compatriote Ján Kollár, grandement contribué à la renaissance de la culture slovaque, à la slavistique et au panslavisme.

## Biographie
Dans les années 1805 à 1808, il a étudié à Rožňava où il apprit le latin, l'allemand et le hongrois. 
Dès 1815, il poursuivit des études supérieures à l'université d'Iéna en Allemagne juste après les guerres napoléoniennes. Le climat politique à l'université d'Iéna était marqué par une ouverture d'esprit et une critique de la part du corps enseignant et des étudiants contre l'ordre réactionnaire et politique en Europe.
En 1817, il accepte l'offre de précepteur d'une famille bourgeoise de Bratislava.
En 1818, Pavel Jozef Šafárik publia en langue tchèque avec František Palacký, la Prosodie tchèque, première œuvre à l'esprit préromantique, se distinguant du classicisme de l'ancienne génération et en faveur d'une nouvelle littérature patriotique et révolutionnaire.
De 1819 à 1833, il a été professeur puis directeur du lycée de Novi Sad en Serbie. À la même période, en 1830, il reçut une offre de la Russie pour créer une bibliothèque slave à Saint-Pétersbourg  avec deux autres linguistes et philologues slavistes, Václav Hanka et František Ladislav Čelakovský.
En 1833, il s'installe avec sa famille à Prague. En 1841 il fut nommé conservateur de la bibliothèque universitaire de l'université de Prague.
En 1826, il devint membre correspondant de la Société savante de Cracovie et un an plus tard, en 1827, fut admis comme membre de la Société des amis des sciences de Varsovie.
En 1840, il devint membre correspondant de l'Académie royale des sciences de Prusse à Berlin. En 1843, il est correspondant de l'Académie bavaroise des sciences et fut admis comme membre étranger en 1856. En 1847, il a été membre fondateur de l'Académie autrichienne des sciences à Vienne.
En 1848, il a été nommé à la chaire de philologie slave comparée à l'université de Prague en tant que professeur associé, mais fut remplacé par la suite par František Ladislav Čelakovský à ce poste.
Pavel Jozef Šafárik est le père du chimiste tchèque Vojtěch Šafařík (en) et le beau-père du savant et linguiste Josef Jireček (en) (ce dernier étant le père du slaviste Konstantin Jirecek).

## Hommages
De 1948 à 1992, la ville de Tornaľa située en Slovaquie, fut dénommée en slovaque : Šafárikovo en l'honneur de Pavel Jozef Šafárik.
En 1959, fut créée l'université Pavel-Jozef-Šafárik en sa mémoire.

## Travaux
Pavel Jozef Šafárik écrivit en allemand une "Histoire de la langue et de la littérature slave en fonction de tous les dialectes" (1826), ainsi qu'un livre en langue tchèque sur "L' Antiquité slave" (1837) et un autre livre sur "La Culture unitaire primordiale des Slaves et l'ethnographie slave" (1843).
- Promluvení k Slovanům [en français : En parlant aux Slaves]  (1817 ?) œuvre inspirée par d'autres littératures nationales, l'auteur appelle les Slovaques, Moraves et Bohémiens à recueillir des chansons folkloriques.
- Počátkové českého básnictví, obzvláště prozodie (1818, Presbourg), en collaboration avec František Palacký [en français : Notions de base de la poésie tchèque, en particulier de la prosodie] - traite des questions techniques d'écriture de la poésie.
- Novi Graeci non uniti rite gymnasii neoplate auspicia feliciter capta. (1819, Novi Sad)
- Písně světské Lidu slovenského v Uhrich. coécrit PJ Šafárika, Jána Blahoslava et autres auteurs (Buda et Pest). (Pest : 1823-1827) / Národnie zpiewanky-Pisne swetské Slowáků v Uhrách (Buda : 1834-1835).
- Geschichte der Sprache und Literatur slawischen nach allen Mundarten (1826, Pest), [en français : Histoire de la langue slave et de la littérature de tous les parlers] - une encyclopédie, la première tentative de réaliser un exposé systématique des langues slaves dans leur ensemble.
- Über die Abkunft der nach Slawen Lorenz Surowiecki (1828, Buda) [en français : Sur l'origine des Slaves selon Lorenz Surowiecki] - vise à être une réaction au texte de la Surowiecki, le texte est une mise au point sur les pays d'origine des Slaves.
- Serbische Lesekörner oder historisch-Beleuchtung der kritische serbischen Mundart (1833, Pest) [littéralement: Anthologie serbe ou l'élucidation historique et critique de la langue vernaculaire serbe] - explication de la nature et l'évolution de la langue serbe
- Slovanské starožitnosti (1837 + 1865, Prague) [Antiquités slaves], son œuvre principale, le premier livre sur la culture et l'histoire des Slaves, une deuxième édition (1863) a été édité par son gendre Josef Jireček, (après la mort de Šafárik à Prague en 1865, des traductions furent éditées en russe, en allemand et en polonais).
- Monumenta illyrica (1839, Prague) - monuments de la littérature en vieux slave du Sud
- Die ältesten Denkmäler der Sprache böhmischen ... (1840, Prague) [en français : Les plus anciens monuments de la langue tchèque...], Avec František Palacký
- Slovanský národopis (1842 - 2 éditions, Prague) [en français : ethnographie slave], son deuxième ouvrage le plus important, il a cherché à donner un compte rendu complet de l'ethnologie slave ; contient des données de base sur les différentes nations slaves, les langues, les frontières ethniques et une carte, sur laquelle les Slaves sont officiellement considérés comme une nation divisée en unités nationales slaves.
- Počátkové staročeské mluvnice dans: Vybor (1845) [en français : Notions de base de la grammaire tchèque]
- Juridisch - Terminologie der politische slawischen Sprachen Oesterreich (Vienne, 1850) [en français : Terminologie juridique et politique des langues slaves en Autriche], un dictionnaire écrit en collaboration avec Karel Jaromir Erben , Šafárik et Erben.
- Památky dřevního pisemnictví Jihoslovanů (1851, Prague) [en français : Monuments de la littérature ancienne des Slaves du Sud] - contient des textes importants en vieux slave
- Památky hlaholského pisemnictví (1853, Prague) [en français : Monuments de la littérature glagolitique]
- Glagolitische Fragmente (1857, Prague), en collaboration avec Höfler [en français : extraits glagolitiques]
- Über den Ursprung und die Heimat des Glagolitismus (1858, Prague) [en français : Sur l'origine et le pays d'origine de l'écriture glagolitique] - ici il a avancé l'idée que l'alphabet glagolitique est plus ancien que l'alphabet cyrillique.
- Geschichte der südslawischen Litteratur (1864-1865, Prague) [en français : Histoire de la littérature slave du Sud].